# قناة هلالية
النفق الهلالي  أو القناة الهلالية أو القناة شبه الدائرية (بالإنجليزية: Semicircular canal)‏ أو النفق نصف الدائري هو أحد ثلاثة أنفاق موجود في الأذن الداخلية. وهم:
- النفق الهلالي الأفقي (ويعرف أيضاً باسم: النفق الهلالي الوحشي)
- النفق الهلالي العلوي (ويعرف أيضاً باسم: النفق الهلالي الأمامي)
- النفق الهلالي الخلفي.

## البنية
القنوات الهلالية هي إحدى مكونات التيه العظمي المتعامدة مع بعضها. يوجد في نهاية كل قناة هلالية كيس متوسع يدعى بالمجل العظمي (الأمبولة العظمية)، والذي يزيد قطره عن ضعف قطر القناة. يحتوي كل مجل على عُرْف المجل، ويتألف العرف المجلي من غطاء هلامي سميك يدعى بالقبيبة والعديد من الخلايا الشعرية. تتوضع القناتان الهلاليتان العلوية والخلفية عموديًا بزاوية قائمة وتتعامدان، بينما تكون القناة الوحشية منحرفة بزاوية تقارب 30 درجة عن المستوى الأفقي. تسبب اتجاهات القنوات تنبه قناة مختلفة عند حركة الرأس في المستويات المختلفة وتنبه أكثر من قناة في وقت واحد إذا كانت الحركة خارج هذه المستويات. تتحسس القناة الأفقية للتسارع الزاوي للرأس عند عطفه، وتتحسس القناة العلوية والخلفية حركات الرأس العمودية حين يتحرك الرأس للأعلى والأسفل. عندما يغير الرأس وضعيته، يتراجع اللمف الداخلي إلى الخلف بسبب القصور الذاتي، وهذا يؤثر على القبيبة التي تثني أهداب الخلايا الشعرية. يبعث تنبيه الخلايا الشعرية رسالة بحدوث التسارع إلى الدماغ. يفتح المجل على الدهليز بخمس فوهات وتكون إحدى هذه الفتحات مشتركة بين اثنتين من هذه القنوات.
يرتبط حجم القنوات الهلالية في أنواع الثدييات بنمط الحركة. وبشكل أدق، تملك الأنواع الرشيقة ذات الحركة السريعة والمتغيرة قنوات أكبر مرتبطة بحجم الجسم بالمقارنة مع تلك الأنواع التي تتحرك ببطء وحذر أكبر.

### القناة الهلالية الأفقية
القناة الوحشية أو الأفقية (القناة الهلالية الخارجية) هي الأقصر بين القنوات الثلاث. تطابق حركة السائل داخل هذه القناة دوران الرأس حول المحور الأفقي (على سبيل المثال: الرقبة)، أو بعبارة أخرى الدوران في المستوى المستعرض. على سبيل المثال: عطف الرأس إلى الجانب الأيسر والأيمن قبل عبور الطريق.
يبلغ طولها من 12 إلى 15 مم، ويُتوجه قوسها أفقيًا للخلف ووحشيًا، وبالتالي كل قناة نصف دائرية تعامد القناتين الباقيتين. توافق نهايتها المجلية الزاوية العلوية والوحشية للدهليز فوق النافذة البيضوية مباشرة، إذ تفتح بالقرب من النهاية المجلية للقناة العلوية. وتفتح نهايتها المقابلة على القسم العلوي والخلفي من الدهليز. تقع القناة الوحشية في كل أذن بنفس مستوى نظيرتها في الأذن المقابلة.

### القناة الهلالية العلوية
القناة نصف الدائرية العلوية أو الأمامية هي جزء من الجهاز الدهليزي. تتحسس لدوران الرأس حول المحور الوحشي، أو بكلمات أخرى تتحسس للدوران في المستوى السهمي. على سبيل المثال: الإيماء بالرأس للأعلى أو الأسفل.
يبلغ طولها من 15 إلى 20 مم، وهي عمودية الاتجاه، وتتوضع بشكل مستعرض بالنسبة للمحور الطولاني للقسم الصخري من العظم الصدغي على السطح الأمامي والتي يشكل قوسها مسقطًا دائريًا. فهو يشكل نحو ثلثي الدائرة. نهايتها الوحشية متوسعة بشكل كيسي وتفتح في القسم العلوي من الدهليز. أما النهاية المقابلة تنضم إلى الجزء العلوي من القناة الخلفية لتشكل الساق الأصلية، والتي تفتح في الجزء العلوي والإنسي من الدهليز.

### القناة الهلالية الخلفية
القناة نصف الدائرية الخلفية هي جزء من الجهاز الدهليزي. تتحسس لدوران الرأس حول المحور الأيمن-الأيسر (الجبهي)، أو بعبارة أخرى الدوران في المستوى الإكليلي. على سبيل المثال: تحريك الرأس لتلامس الكتف أو القيام بتمرين العجلة.
تتجه القناة الهلالية الخلفية للأعلى، وكتسميتها تتجه للخلف بموازاة السطح الخلفي للعظم الصخري. يكون المسار الدهليزي إلى الانسي منها مباشرة. القناة الخلفية جزء من التيه العظمي ويستخدمها الجهاز الدهليزي لتحسس دوران الرأس في المستوى الإكليلي. وهي الأطول من بين القنوات الثلاث، بقياس 18-22 مم. تفتح نهايتها السفلية أو المتوسعة في الجزء السفلي والخلفي من الدهليز، وتفتح النهاية العلوية في الساق الأصلية.

### التطور
تشير النتائج من عام 2009 إلى دور متأخر هام لبروتين التكون الشكلي للعظم 2. في عملية التكون الشكلي للقنوات نصف الدائرية في الأذن الداخلية للدانيو. يشتبه في أن بروتين التكون الشكلي للعظم 2 في نمو القنوات الهلالية له دور غالبًا لدى أنواع الفقاريات المختلفة.

## الوظيفة
توفر القنوات الهلالية الاستقبال الحسي لتجارب الحركة الدورانية. وهي موجهة على طول محاور الطائرة الرئيسية (محور الانعراج والانحدار والالتفاف).
تمتلئ كل قناة بسائل يدعى اللمف الداخلي، وتحتوي على مستشعرات للحركة داخل السوائل. في قاعدة كل قناة تُوسَع المنطقة العظمية للقناة وتفتح على القريبة ولها كيس متوسع في إحدى نهاياتها يدعى بالمجل العظمي (الأمبولة العظمية). توجد داخل المجل كومة من الخلايا الشعرية والخلايا الداعمة تدعى بالعرف المجلي (العرف الأمبولي). تحتوي خلايا الشعر هذه على العديد من المساقط الهيولية على السطح القمي وتدعى بالأهداب الساكنة، والتي تكون مغروسة في بنية هلامية تدعى القبيبة.
حين يدور الرأس، تتحرك القناة ولكن يتراجع اللمف الداخلي للخلف بسبب القصور الذاتي. يشكل ثني الأهداب الساكنة إشارة كهربائية تُنقل إلى الدماغ. خلال نحو 10 ثوانٍ من الحركة الثابتة يواكب اللمف الداخلي حركة القناة ويزول التأثير على القبيبة ما يؤدي لتوقف إحساس التسارع. تشابه الجاذبية النوعية للقبيبة جاذبية اللمف الداخلي المحيط. بالنتيجة، لا يتغير مكان القبيبة حسب الجاذبية على عكس غشاء الحصيات السمعية في القريبة والكييس. وكما هو الحال في الخلايا الشعرية البقعية يُنزع استقطاب الخلايا الشعرية في العرف المجلي (العرف الأمبولي) حين تنحني الأهداب الساكنة باتجاه الأهداب المتحركة. ينتج عن الانحناء بالاتجاه المعاكس فرط استقطاب وتثبيط. التدفق المجلي المثبِط ضروري للقناة الأفقية لتنبيه الخلايا الشعرية، في حين أن التدفق المجلي المنبِّه ضروري للقناتين الأمامية والخلفية.
تُعد فترة المعاوضة هذه جزءًا من سبب الوهم المعروف باسم «الميلان» والذي غالبًا ما يحدث لدى الطيارين. عندما يدخل الطيار في منعطف تتنبه الخلايا الشعرية في القنوات الهلالية لتخبر الدماغ أن الطائرة والطيار لا يتحركان بخط مستقيم بعد الآن بل يقومان بانعطاف منحرف. إذا ما حافظ الطيار على انعطاف ثابت القيمة سيواكب اللمف الداخلي القنوات في النهاية ويسيطر على القبيبة، فلا يعود الطيار يشعر أن الطائرة تمر بمنعطف. حين يخرج الطيار من المنعطف تتنبه القنوات الهلالية مجددًا فيتوهم الطيار أنه ينعطف بالاتجاه المقابل بدلًا من الطيران بشكل مستقيم ومتوازن. وكاستجابة لهذا التوهم سيميل الطيار غالبًا في اتجاه المنعطف الأصلي ليعاوض عن هذا التوهم. يوجد شكل أخطر لهذه الحالة يدعى «لولب المقبرة». فبدلًا من أن يميل الطيار إلى جهة المنعطف الأصلي من الممكن أن يدخل فعلًا إلى المنعطف من جديد. حين يستقر اللمف الداخلي تتوقف القنوات الهلالية عن تسجيل الانعطاف التدريجي وتفقد الطائرة ارتفاعها ببطء حتى ترتطم بالأرض.

## التاريخ
لاحظ جان بيير فلورنس من خلال تخريب القناة الهلالية الأفقية لدى طائر الحمام أنها تستمر في التحليق في دائرة، ما يظهر الهدف من القنوات الهلالية.

## معرض صور

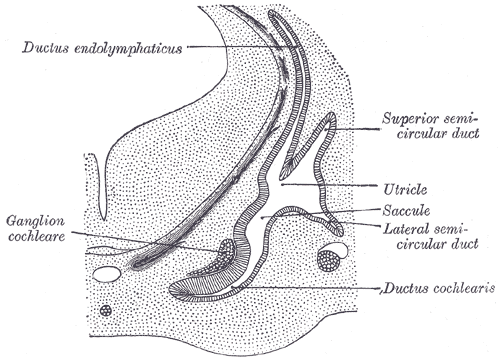
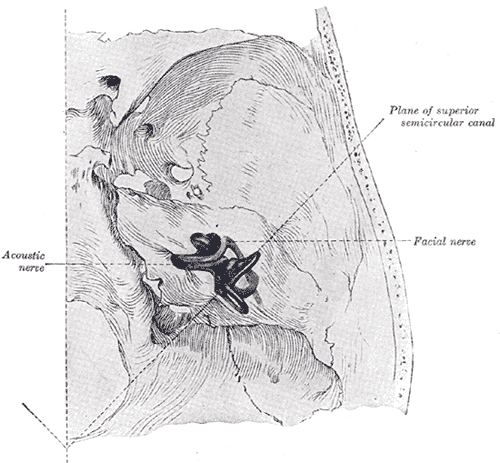
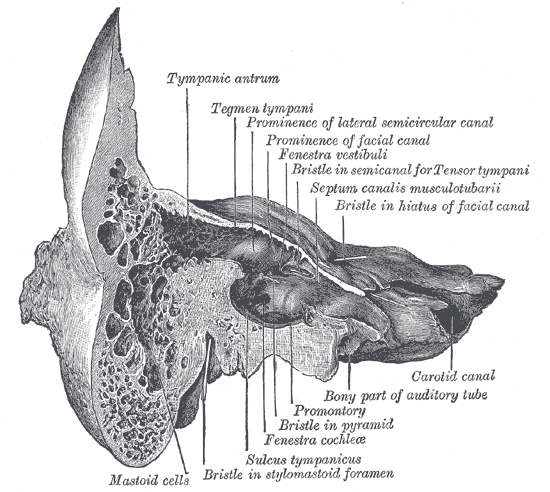
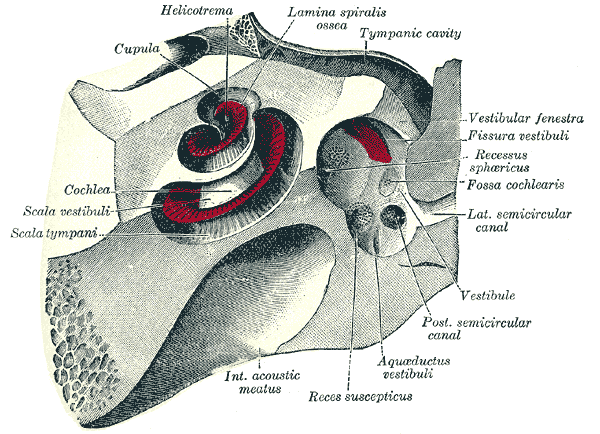